# Томашевец Бишкупечки
Томашевец Бишкупечки је насељено место у саставу општине Свети Илија у Вараждинској жупанији, Хрватска. До територијалне реорганизације у Хрватској налазио се у саставу старе општине Вараждин.

## Становништво
На попису становништва 2011. године, Томашевец Бишкупечки је имао 379 становника.

## Попис1991.
На попису становништва 1991. године, насељено место Томашевец Бишкупечки је имало 390 становника, следећег националног састава:
| Попис 1991.‍ | Попис 1991.‍ | Попис 1991.‍ | Попис 1991.‍ | Попис 1991.‍ |
| ----------- | ----------- | ----------- | ----------- | ----------- |
|             |             |             |             |             |
| Хрвати      | Хрвати      |             | 388         | 99,48%      |
| Словенци    | Словенци    |             | 2           | 0,51%       |
| укупно: 390 |             |             |             |             |